# 五大老

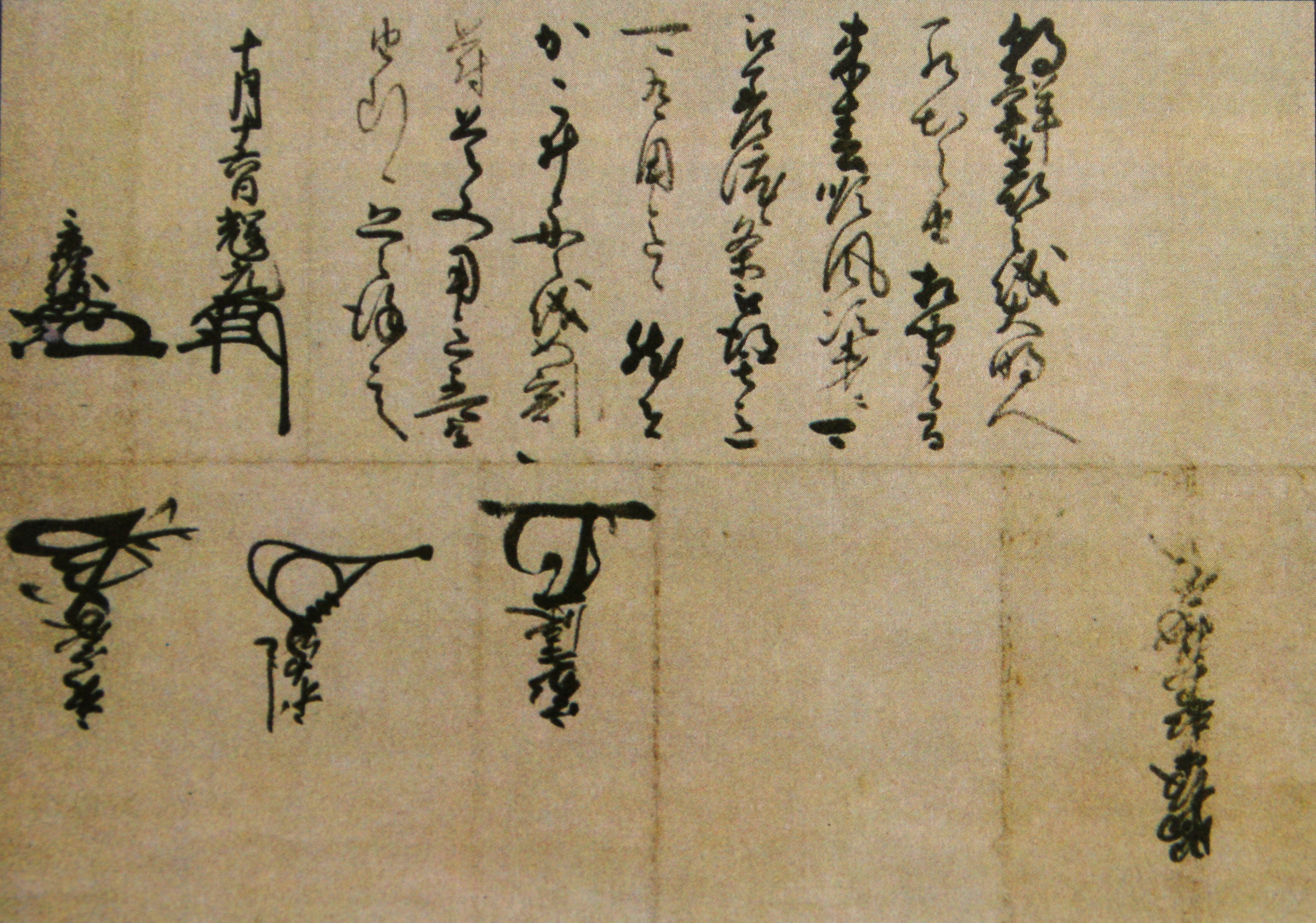
丰臣秀吉五大老联名书状。图中展示了五大老的花押，首排从左至右分别是上杉景胜、毛利辉元；次排从左至右依次是宇喜多秀家、前田利家、德川家康。注意：由于纸张折叠的关系，第二排的汉字需要反过来观看。

五大老是豐臣政權末期制定的職務，擔任者是豐臣家政權下六個有力的诸侯（大名），但因為小早川隆景在豐臣秀吉過世前便病故，所以最後只有五人。
太政大臣豐臣秀吉希望自己過世之後，由這五個大名來輔佐他的幼子秀賴，原本想要以合議制度來防止德川家康的崛起，最後卻因德川家康多次違反盟約，而使「五大老」變得有名無實。五大老這名稱在秀吉生前並不存在，石田三成稱自己為年寄（家老），德川稱石田等五人為奉行，直到秀吉逝世後，五大老、五奉行等名稱才固定下來。在关原之战后，五大老之一的德川家康成为征夷大将军，并创立德川幕府。原五大老中的宇喜多家覆灭、上杉家与毛利家臣服，五大老已不复存在，德川将军家独霸日本，并借由幕府，正式确立了德川家康的独裁统治。

## 五大老
- 内大臣德川家康　（關東256萬石）
- 权大纳言前田利家　（加賀83萬石，後由其子前田利長接任）
- 权中纳言毛利輝元　（安藝120.5萬石）
- 权中纳言上杉景勝（會津120萬石）
- 权中纳言宇喜多秀家（備前57.4萬石）

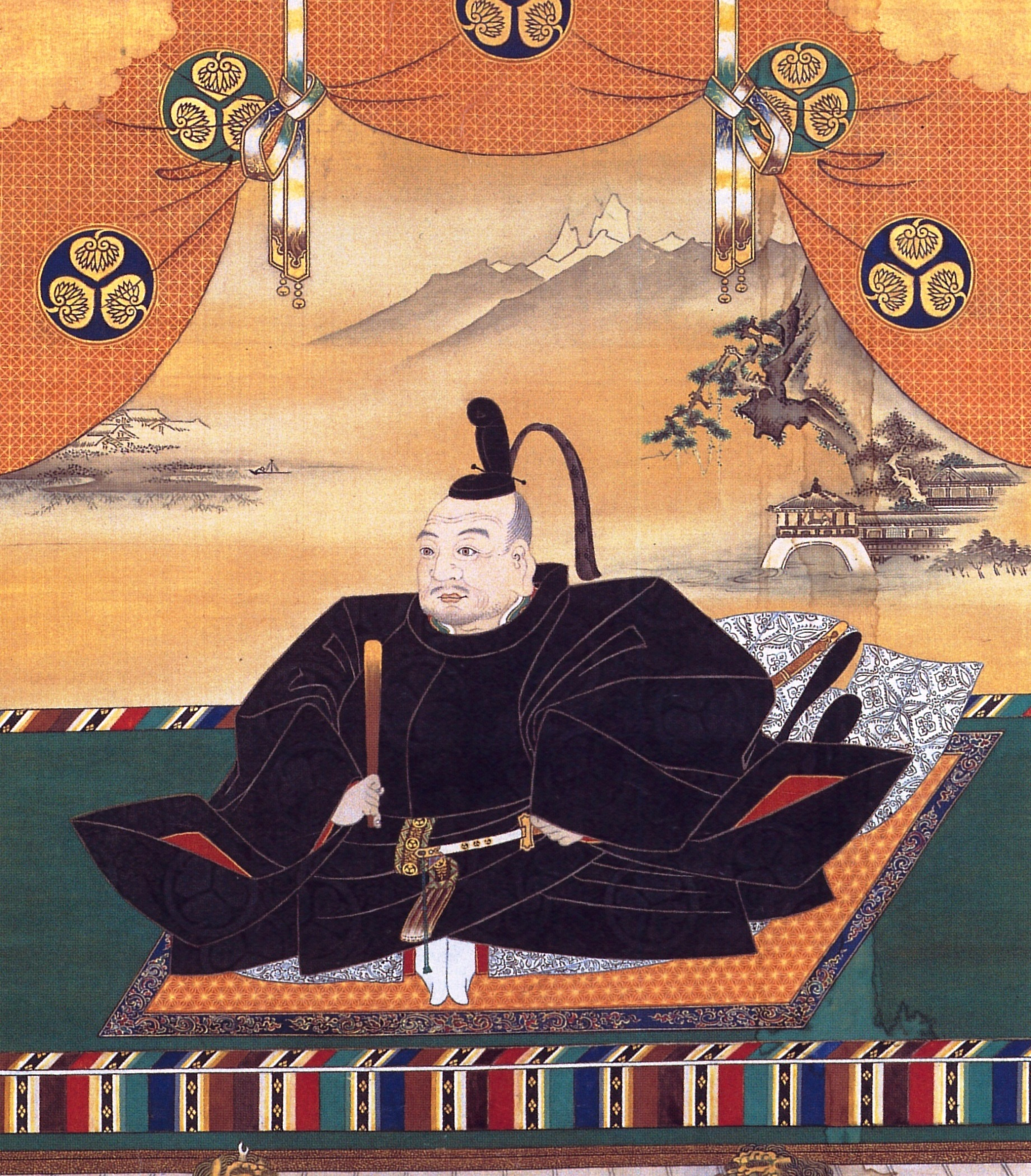
「内府」德川家康
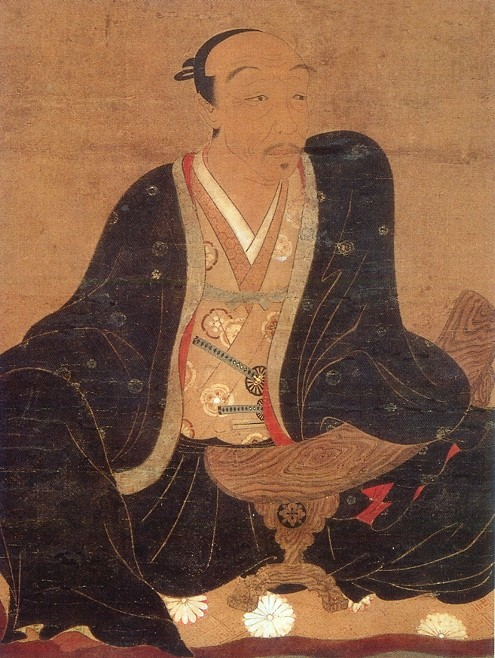
「加賀大納言」前田利家
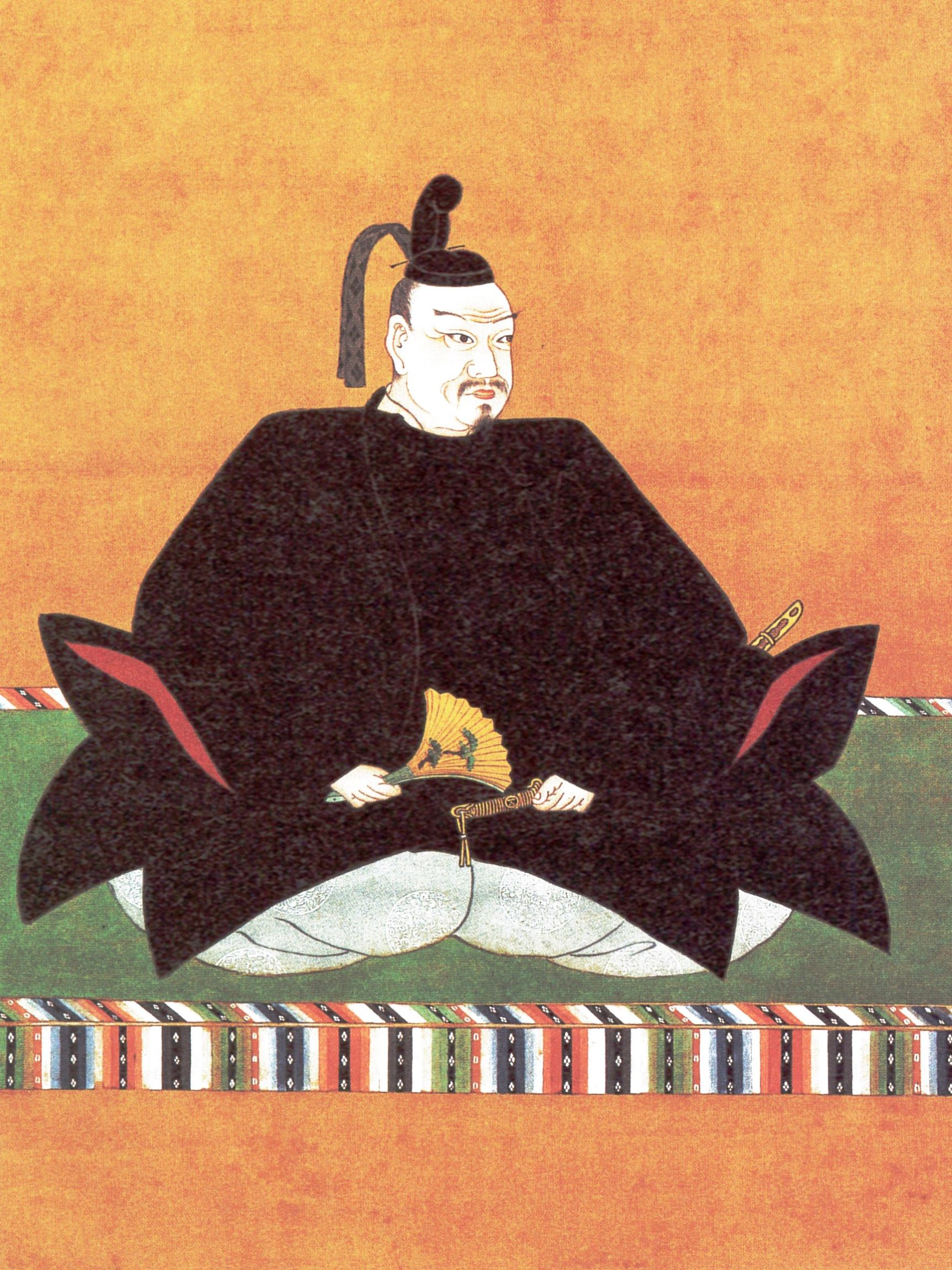
「安藝中納言」毛利輝元
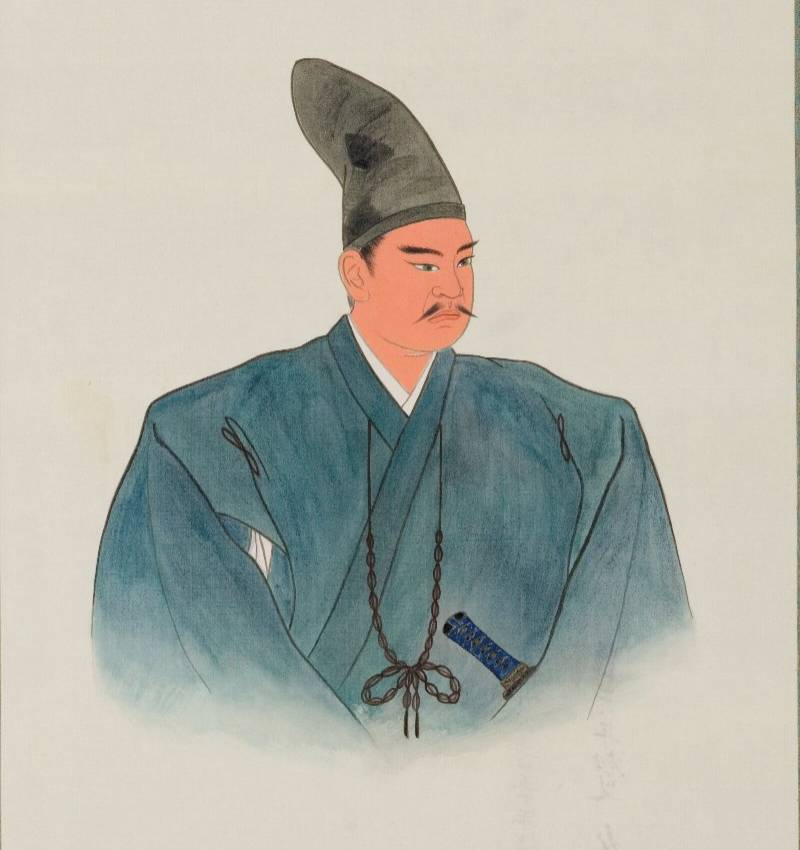
「會津中納言」上杉景勝
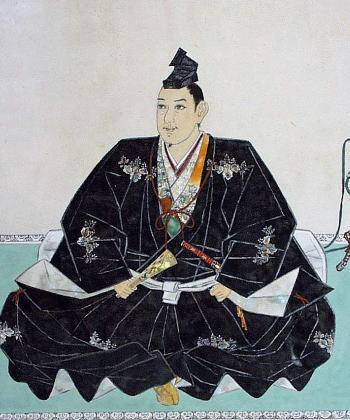
「備前宰相」宇喜多秀家

### 已故的五大老
- 中纳言小早川隆景（筑前33萬石）

## 關連事項
- 五奉行
- 三中老